# Ghiacciaio Exum
Il ghiacciaio Exum è un piccolo ghiacciaio situato sulla costa di Eights, nella Terra di Ellsworth, in Antartide. Il ghiacciaio, il cui punto più alto si trova a circa 1500 m s.l.m., fluisce verso nord scorrendo tra punta Hughes, a  ovest, e il duomo Bonnabeau, a est, che lo divide dal ghiacciaio Gopher, nelle montagne di Jones.

## Storia
Il ghiacciaio Exum è stato mappato dal reparto dell'Università del Minnesota che ha esplorato le montagne di Jones nella spedizione del 1960-61 ed è stato così battezzato dal Comitato consultivo dei nomi antartici in onore di Glenn Exum, un alpinista che allenò alla scalata su roccia e su ghiaccio i partecipanti alle sopraccitata spedizione nel 1960-61 e nel 1961-62.